# ГЕС Köklüce
ГЕС Köklüce – гідроелектростанція на півночі Туреччини. Використовує ресурс із річки Єшиль-Ирмак, яка впадає до Чорного моря біля міста Самсун.
В 1966-му на Єшиль-Ирмаку завершили земляну греблю Алмус висотою 78 метрів, яка потребувала 3,4 млн м3 матеріалу. Вона забезпечує роботу пригреблевої ГЕС Алмус потужністю 27 МВт (знаходячись після малої ГЕС Çilehane з показником у 7 МВт, становить другий ступінь каскаду на Єшиль-Ирмаку), а також зрошення 21 тисячі гектарів земель. Споруда утримує витягнуте по долині річки на 21 км водосховище з площею поверхні 31 км2 та об’ємом 950 млн м3 (корисний об’єм 815 млн м3), в якому припустиме коливання рівня у операційному режимі між позначками 767 та 805 метрів НРМ (у випадку повені останній показник може зростати до 808 метрів НРМ).
А в кінці 1980-х водосховище задіяли для живлення ще однієї, на цей раз дериваційної станції. Із нього у північному напрямку проклали тунель довжиною понад 7 км, який проходить під водорозділом з долиною річки Келькіт – великої правої притоки Єшиль-Ирмаку. Тунель продовжує напірний водовід довжиною  біля 2 км, котрий подає ресурс до машинного залу, створюючи напір у 418 метрів. Основне обладнання станції становлять дві турбіни типу Френсіс потужністю по 45 МВт, які забезпечують виробництво 588 млн кВт-год електроенергії на рік.
Відпрацьована вода відвідним каналом довжиною 1,6 км транспортується у Келькіт, по руслу якого далі слідує до ГЕС Tepekışla – останньої в каскаді на Келькіті, котрий впадає до Єшиль-Ирмаку перед водосховищем ГЕС Hasan Uğurlu. Можливо відзначити, що на природному руслі Єшиль-Ирмаку між греблею Алмус та водосховищем Hasan Uğurlu окрім зазначеної вище ГЕС Алмус працює ще цілий ряд гідроелектростанцій, проте потужність жодної з них не досягає 50 МВт.